# Episodi di Hex (seconda stagione)
- La seconda stagione di Hex è stata trasmessa dal network inglese Sky One a partire dal 18 settembre 2005.

- In Italia, la seconda stagione è stata trasmessa in prima visione dal 7 febbraio 2010 su Italia1

| nº | Titolo originale                            | Titolo italiano                  | Prima TV UK       | Prima TV Italia  |
| -- | ------------------------------------------- | -------------------------------- | ----------------- | ---------------- |
| 1  | Cursed                                      | Maledetta                        | 18 settembre 2005 | 7 febbraio 2010  |
| 2  | Death Takes the Mother                      | La morte si prende la madre      | 25 settembre 2005 | 7 febbraio 2010  |
| 3  | Spiral                                      | Spirale                          | 2 ottobre 2005    | 14 febbraio 2010 |
| 4  | Ella Burns                                  | Il processo                      | 16 ottobre 2005   | 14 febbraio 2010 |
| 5  | With A Little Help From My Friends (1 Part) | La forza dell'amicizia (parte 1) | 23 ottobre 2005   | 14 febbraio 2010 |
| 6  | With A Little Help From My Friends (2 Part) | La forza dell'amicizia (parte 2) | 30 ottobre 2005   | 14 febbraio 2010 |
| 7  | Noir                                        | Noir                             | 6 novembre 2005   | 21 febbraio 2010 |
| 8  | Where the Heart is                          | Le ragioni del cuore             | 13 novembre 2005  | 21 febbraio 2010 |
| 9  | Doomed                                      | Condannati                       | 20 novembre 2005  | 21 febbraio 2010 |
| 10 | You Lose                                    | La forza del male                | 27 novembre 2005  | 21 febbraio 2010 |
| 11 | Hole                                        | L'anello mancante                | 4 dicembre 2005   | 28 febbraio 2010 |
| 12 | Seven Deadly Sins                           | I sette peccati capitali         | 11 dicembre 2005  | 28 febbraio 2010 |
| 13 | The Showdown                                | Lo spettacolo finale             | 18 dicembre 2005  | 28 febbraio 2010 |